# Миклош Јанчо
Миклош Јанчо (мађ. Miklós Jancsó; Вац, 27. септембар 1921 — Будимпешта, 31. јануар 2014) био је мађарски редитељ и сценариста. Истакао се средином 1960-их, нарочито након рада на филму Људи без наде (1965).

## Биографија
Син је Мађара Шандора Јанча и Румунке Ангеле Попарде. Након дипломирања, студирао је право у Печују, а дипломирао 1944. године у Клужу. Похађао је и курсеве историје уметности и етнографије, које је наставио да студира у Трансилванији. Након што је дипломирао, служио је у Другом светском рату, а кратко је био ратни заробљеник. Регистровао се у адвокатској комори, али је одустао од адвокатске каријере.
После рата, уписао је Академију позоришне и филмске уметности у Будимпешти. Добио је диплому филмске режије 1950. године. Отприлике у то време, почео је да ради на снимцима из кинописа и извештавао о темама као што су прославе Првог маја, пољопривредне жетве и државне посете совјетских угледника.